# Simeria
Simeria (in ungherese Piski) è una città della Romania di 14 000 abitanti, ubicata nel distretto di Hunedoara, nella regione storica della Transilvania.
Fanno parte dell'area amministrativa anche le località di Bârcea Mare, Cărpiniș, Simeria Veche, Sântandrei, Șăulești e Uroi.
Situata a soli 16 km da Orăștie e 10 km da Deva, Simeria è un importante nodo ferroviario soprattutto per le merci, grazie ad un grande scalo di smistamento ubicato nella zona sud-orientale della città.